# Anthony Rolfe-Johnson
Anthony Rolfe Johnson (Tackley, Oxfordshire, 5 de noviembre de 1940 - 21 de julio de 2010) fue un tenor inglés, un notable intérprete de obras de Bach, Handel, Mozart y Britten[cita requerida].

## Biografía
Nacido en el condado de Oxfordshire fue apoyado por sus padres a seguir estudios de canto. Nunca pretendió ser un profesional y por eso se graduó en Agronomía convirtiéndose en granjero. Asistió al coro de Crawley en West Sussex donde el director lo convenció a seguir una carrera profesional como cantante.
Se perfeccionó entonces con Ellis Keele y con la célebre maestra de canto Vera Rozsa en la Guildhall School of Music and Drama de Londres.
También tomó clases con Peter Pears de quien junto a Philip Langridge se los consideró sucesores. Ambos encarnaron el típico timbre del tenor inglés por excelencia.
Debutó tardíamente a los 29 años cantando el Nocturno de Benjamin Britten en Radio BBC 3. Comenzó su carrera en el Festival de Glyndebourne 1972-1976 (Richard en Intermezzo de Richard Strauss y Lensky en Eugenio Onegin) aunque su primer papel importante fue con el English Opera Group en  Iolanthe de Chaikovski como el conde Vaudemont.
En 1978 debutó en la ENO (English National Opera) como Don Ottavio en Don Giovanni de Mozart, seguido por exitosos Il ritorno d'Ulisse in patria y  Orfeo (Monteverdi) y Essex en Gloriana de Britten. Diez años después debutaba en Covent Garden como Júpiter en Sémele de Handel.
Dos de sus grandes roles fueron Peter Grimes y Gustav von Aschenbach en Muerte en Venecia de Britten, que cantó en Ginebra y en la Ópera de Escocia, asimismo Pelleas de Pelléas et Mélisande de Debussy.
Su debut en el Metropolitan Opera se produjo en 1991 en Idomeneo de Mozart, papel en el que destacó especialmente y del cual protagonizó un alabado registro completo dirigido por John Eliot Gardiner. Eminente mozartiano también interpretó y grabó La flauta mágica y La clemenza di Tito.
Se destacó en ópera temprana (Monteverdi) y oratorios y misas de Händel y Bach y en los solos de La creación de Haydn así como el Réquiem de Guerra.
Además de la English National Opera y el Royal Opera House de Londres, actuó en Teatro de La Scala de Milán, Metropolitan Opera House de Nueva York, Ópera Estatal de Viena, Ópera Garnier de París y el Festival de Salzburgo donde cantó Idomeneo con Seiji Ozawa.
Distinguido liederista, fue miembro fundador junto a Felicity Lott, Ann Murray y Richard Jackson del grupo Songmakers Almanac del pianista Graham Johnson, se destacó en canciones de Schumann y Schubert grabando uno de los volúmenes de la serie integral.
Más tarde en su trayectoria intentó Florestán de Fidelio de Beethoven con menor éxito y fue convencido por Sir Georg Solti para participar como Casio en la grabación del Otello de Verdi con Luciano Pavarotti. También grabó El Mikado dirigido por Charles Mackerras.
En 1980 compró una casa en el sur de Gales y para 1988 había revivido el vecino Festival de Gregynog en un paraje donde solían vacacionar Ralph Vaughan Williams y George Bernard Shaw.
La reina lo condecoró CBE en 1992 pasando a dirigir la Escuela Britten-Pears en Snape Maltings, Aldeburgh. Por entonces comenzó a sufrir los primeros síntomas de la enfermedad de Alzheimer, que lo obligó a retirarse.
Se casó en dos ocasiones y tuvo cinco hijos, tres con su segunda esposa, Elizabeth Evans.
Falleció el 21 de julio de 2010.